# 바르슈타이너

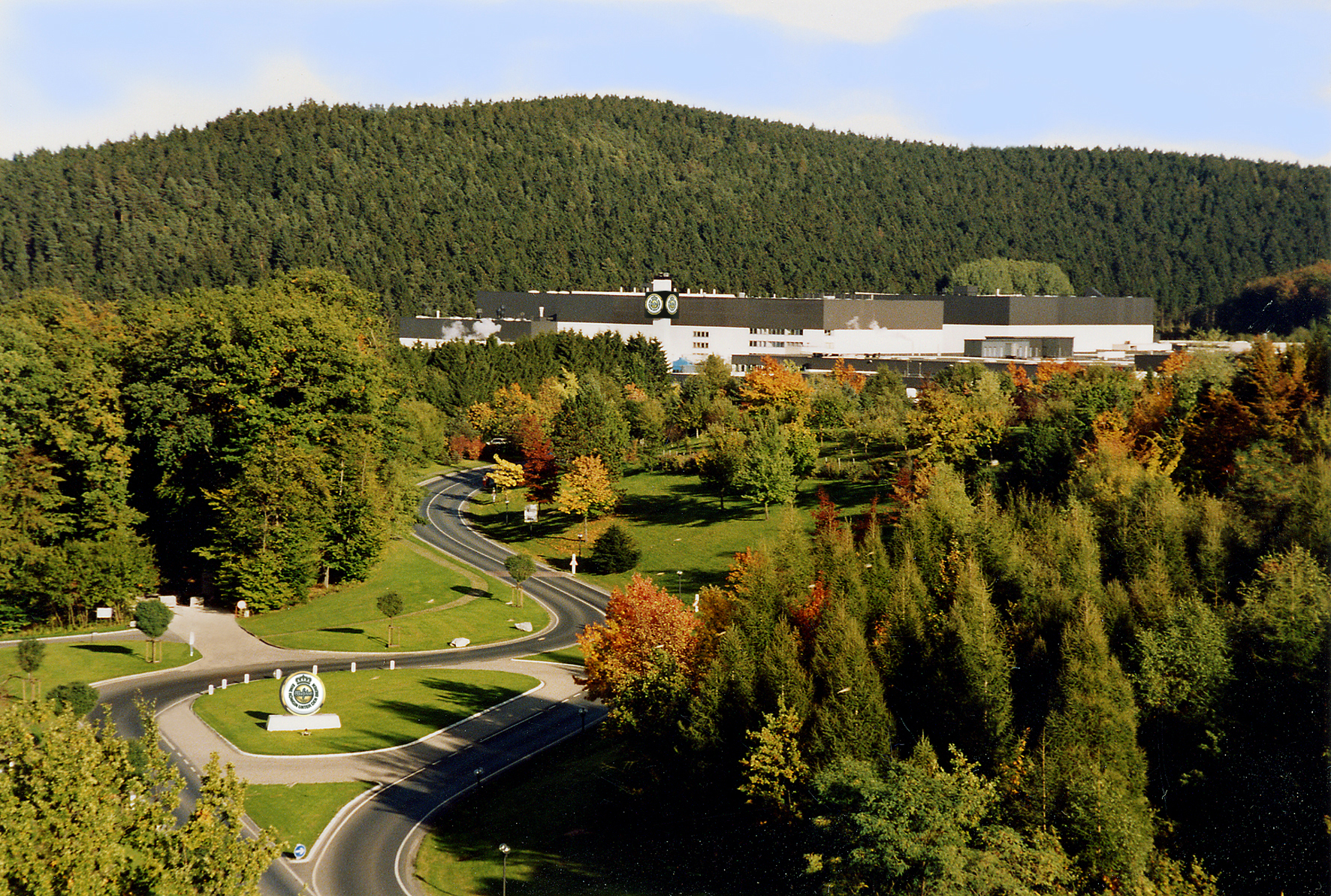

바르슈타이너(Warsteiner)는 1753년 크라머(Kramer) 가족이 독일의 노르트라인베스트팔렌 주(Nordrhein-Westfalen) 바르슈타인(Warstein)에서 설립한 맥주 회사이다. 바르슈타이너는 국내외로 왕성히 생산을 하는 대규모 맥주 양조 회사이다. 또한 독일에서 가장 큰 개인 소유 맥주 양조장을 지닌 회사이다. 2013년 기준, 독일 현지 맥주 판매량 7위를 기록하고 있다. 바르슈타이너의 가장 인기있는 맥주는 바르슈타이너 프리미엄 베룸(Warsteiner Premium Verum)이다. 현재는 카타리나 크라머(Catharina Cramer)가 바르슈타이너의 소유자이다.

## 설명
- 생산지 노르트라인-베스트팔렌주 바르슈타인
- 제조사 바르슈타이너 양조장
- 바르슈타이너 프리미엄 베룸 알코올 4.8%

## 참조
1. ↑  (독일어)http://www.spiegel.de/karriere/berufsleben/warsteiner-chefin-catharina-cramer-smart-blond-trinkfest-a-830031.html